# Parren J. Mitchell
Parren James Mitchell (ur. 29 kwietnia 1922, zm. 28 maja 2007) – amerykański polityk, członek Partii Demokratycznej. W latach 1971–1987 przedstawiciel siódmego okręgu wyborczego w Maryland w Izbie Reprezentantów Stanów Zjednoczonych.